# Gunnadamm
Gunnadamm är en sjö i Marks kommun i Västergötland och ingår i Rolfsåns huvudavrinningsområde.